# Platypus australis
Espèce
Platypus australis est une espèce d'insectes coléoptères, un charançon appartenant à la famille des curculionidés (Curculionidae). On le trouve en Australie. Il ne consomme que la partie supérieure de l'écorce et cause donc des dégâts peu importants.